# Tolk- och översättarinstitutet
Tolk- och översättarinstitutet TÖI, är en utbildningsinstans vid Stockholms universitet som utbildar översättare och tolkar. TÖI är sedan 2013 en avdelning inom Institutionen för svenska och flerspråkighet, med en egen styrelse som disponerar ett eget anslag i regeringens budget. Magnus Dahnberg är föreståndare sedan 1 januari 2023. Han efterträdde Jan Pedersen som var föreståndare 2015–2023. Jan efterträdde Ingrid Almqvist som tog över föreståndarskapet efter Gunnar Lemhagen, TÖI:s första föreståndare. 
TÖI ger kurser och program på grund- och avancerad nivå inom ämnet översättningsvetenskap, som omfattar både översättning och tolkning, och kan utfärda såväl kandidat- som master/magisterexamen i detta ämne. På TÖI bedriver man sen 2014 Sveriges enda forskarutbildning i översättningsvetenskap. Forskarutbildningen har resulterat i 3 disputationer i ämnet översättningsvetenskap sedan 2020.  
Utbildningarna på Tolk- och översättarinstitutet är huvudsakligen praxisorienterade och yrkesförberedande. För översättningsområdet innebär det att man framförallt undervisar i facköversättning och i mindre omfattning i skönlitterär översättning. De kurser och program på grundnivå, som TÖI är ensam om att anordna i Sverige, ger genom sitt upplägg studenterna stor frihet att välja sina käll- och målspråk, under förutsättning att det andra språket man arbetar med är svenska. Det leder till att studenten kan kvalificera sig som översättare och få en kandidatexamen i översättning med språk som annars inte är så vanligt förekommande i Sverige. 
TÖI var den första utbildningsinstitutionen på universitetsnivå som startade utbildning för tolkar i Sverige. Det är också den enda som utbildar teckenspråkstolkar och konferenstolkar på universitetsnivå. Teckenspråkstolkarnas utbildning är ett kandidatprogram och sker i samarbete med Institutionen för lingvistik på Stockholms universitet. Konferenstolkarnas utbildning ligger på masternivå och genomförs i samarbetet med EU:s institutioner.  Kurserna för tolkar i talade språk för offentlig sektor i Sverige utvecklades först på TÖI, men har nu också inrättats vid Språk- och litteraturcentrum vid Lunds universitet. Precis som på översättningsområdet är dessa utbildningar praxisorienterade och yrkesförberedande.
Alla tolkutbildningar på TÖI kan leda till en akademisk examen - kandidatexamen i översättningsvetenskap med inriktning på tolkning för teckenspråkstolkar och tolkar i offentlig sektor och för konferenstolkutbildningen, där studenterna behöver ha en kandidatexamen, när de söker till utbildningen, även master/magisterexamen i översättningsvetenskap. TÖI erbjuder även ett masterprogram i tolkning som är mera teoretiskt inriktat och inte kräver en genomgången tolkutbildning samt fortbildningskurser för verksamma tolkar och tolklärare.

## Historik
Tolk- och översättarinstitutet grundades 1 juli 1986 som en särskild inrättning (nämndmyndighet) och placerades vid Stockholms universitet. Institutets inrättande var en följd av ett regeringsbeslut som i sin tur grundande sig på en utredning med efterföljande proposition till riksdagen i början av 1980-talet. I denna utredning lyftes ett behov av en samordnande organisation för alla de utbildningsinsatser inom folkbildningen, som försåg det svenska samhället med tolkar i talade språk och teckenspråkstolkar. De översättarutbildningar på högskolenivå som hade tillkommit i olika svenska universitets utbildningsutbud under 1980-talet, ställdes också under TÖI:s överinseende.
TÖI var från början ett nationellt institut med ett övergripande tillsynsansvar för alla utbildningar av tolkar och översättare, båda på universitet/högskola och inom folkbildningen men anordnade inga egna utbildningar. Det ändrades i början av 1990-talet, bland annat för att Sverige förberedde sig att gå med i den Europeiska Gemenskapen. Därigenom uppstod ett uttalat behov av välutbildade översättare och konferenstolkar med svenska som främsta språk. Från och med mitten av 1990-talet kunde man erbjuda både konferenstolkutbildning och en översättarutbildning med två språk, oftast engelska, franska, spanska eller tyska till svenska som ledde till en magisterexamen i något av dessa språk och med inriktning på översättning. 2006 års högskolereform (Bolognareformen) ledde sedan till att TÖI, förutom sina redan etablerade utbildningar också kunde börja erbjuda översättarutbildning på grundnivå och med en kandidatexamen som avslutning. Det kompletterades något senare med tolkutbildningar för samhällstolkar, som genom ett samarbete med Kammarkollegiet inkluderade en möjlighet för studenten att avlägga auktorisationsprov och bli auktoriserad som tolk. Denna möjlighet togs dock bort från utbildningsplanerna, när TÖI:s förordning och status upphävdes genom regeringsbeslut 2012. Sedan 2013 är TÖI en centrumbildning med egen styrelse och budget men organisatoriskt en avdelning inom Institutionen för svenska och flerspråkighet vid Stockholms universitet.